# Canestrato pugliese
 (mai 2022).
Si vous disposez d'ouvrages ou d'articles de référence ou si vous connaissez des sites web de qualité traitant du thème abordé ici, merci de compléter l'article en donnant les références utiles à sa vérifiabilité et en les liant à la section « Notes et références ».
Le canestrato pugliese est un fromage italien fabriqué dans la région des Pouilles. Il s'agit d'un fromage à pâte pressée non cuite au lait entier de brebis.
Il est protégé  en Italie par une appellation d'origine contrôlée depuis 1985 et à l'échelle européenne par une appellation d'origine protégée depuis 1996.
Son nom dérive des paniers en jonc des Pouilles, dans lesquels il est assaisonné, qui sont l'un des produits les plus traditionnels de l'artisanat des Pouilles.

## Production
Le canestrato pugliese est produit dans une période saisonnière de décembre à mai, période liée à la transhumance des troupeaux des Abruzzes vers les plaines du Tavoliere delle Puglie.
Le lait, provenant des traites dont la fréquence n'excède pas une par jour et par animal, est caillé à une température de 33 à 45 °C et le temps de coagulation varie de 15 à pas plus de 25 minutes[réf. souhaitée]. Il est ensuite versé dans des paniers spéciaux, où il est périodiquement pressé pour évacuer l'excès de liquide.
L'affinage dure un ou deux mois, selon le poids des formes qui émergent, entre 7 et 14 kg et la maturation peut durer jusqu'à un an. Le salage se déroule en plusieurs étapes, d'abord deux à quatre jours après la transformation, puis à intervalles réguliers[réf. souhaitée].

## Dégustation
C'est un fromage typique utilisé dans la cuisine traditionnelle des Pouilles. Il se marie bien avec les vins locaux tels que le Squinzano rouge, le Salice Salentino rouge, le Cacc'e Mmitte di Lucera[Interprétation personnelle ?][réf. nécessaire].

## Noter
1. 1 2 3  DOC cheeses of Italy, p. 38